# Župní sídlo

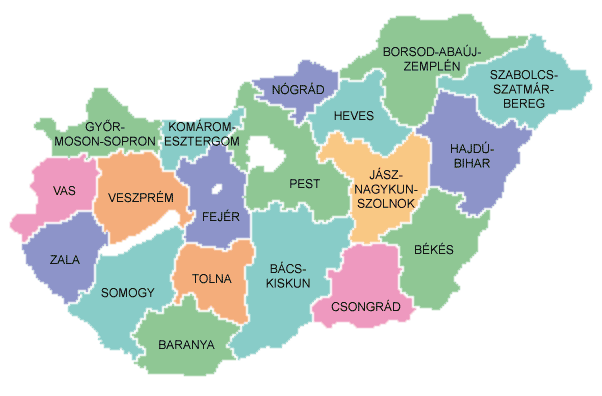
Župní rozdělení Maďarska

Župní sídla, maďarsky megyeszékhely, jsou města v Maďarsku, která jsou správními středisky maďarských žup. Současná župní sídla byla ustanovena v roce 1990 zákonem 67/1990. (VIII. 14.) OGY határozat a Magyar Köztársaság megyéiről, a megyék nevéről és székhelyéről. Všechna župní sídla jsou zároveň také města s župním právem.

## Tabulka župních sídel
| Znak | Město          | Župa                   |
| ---- | -------------- | ---------------------- |
|      | Békéscsaba     | Békés                  |
|      | Budapešť       | Pest                   |
|      | Debrecen       | Hajdú-Bihar            |
|      | Eger           | Heves                  |
|      | Győr           | Győr-Moson-Sopron      |
|      | Kaposvár       | Somogy                 |
|      | Kecskemét      | Bács-Kiskun            |
|      | Miskolc        | Borsod-Abaúj-Zemplén   |
|      | Nyíregyháza    | Szabolcs-Szatmár-Bereg |
|      | Pécs           | Baranya                |
|      | Salgótarján    | Nógrád                 |
|      | Szeged         | Csongrád-Csanád        |
|      | Szekszárd      | Tolna                  |
|      | Székesfehérvár | Fejér                  |
|      | Szolnok        | Jász-Nagykun-Szolnok   |
|      | Szombathely    | Vas                    |
|      | Tatabánya      | Komárom-Esztergom      |
|      | Veszprém       | Veszprém               |
|      | Zalaegerszeg   | Zala                   |